# Aculepeira armida
Aculepeira armida är en spindelart som först beskrevs av Jean Victor Audouin 1826.  Aculepeira armida ingår i släktet Aculepeira och familjen hjulspindlar.

## Underarter
Arten delas in i följande underarter:
- A. a. orientalis
- A. a. pumila

## Bildgalleri

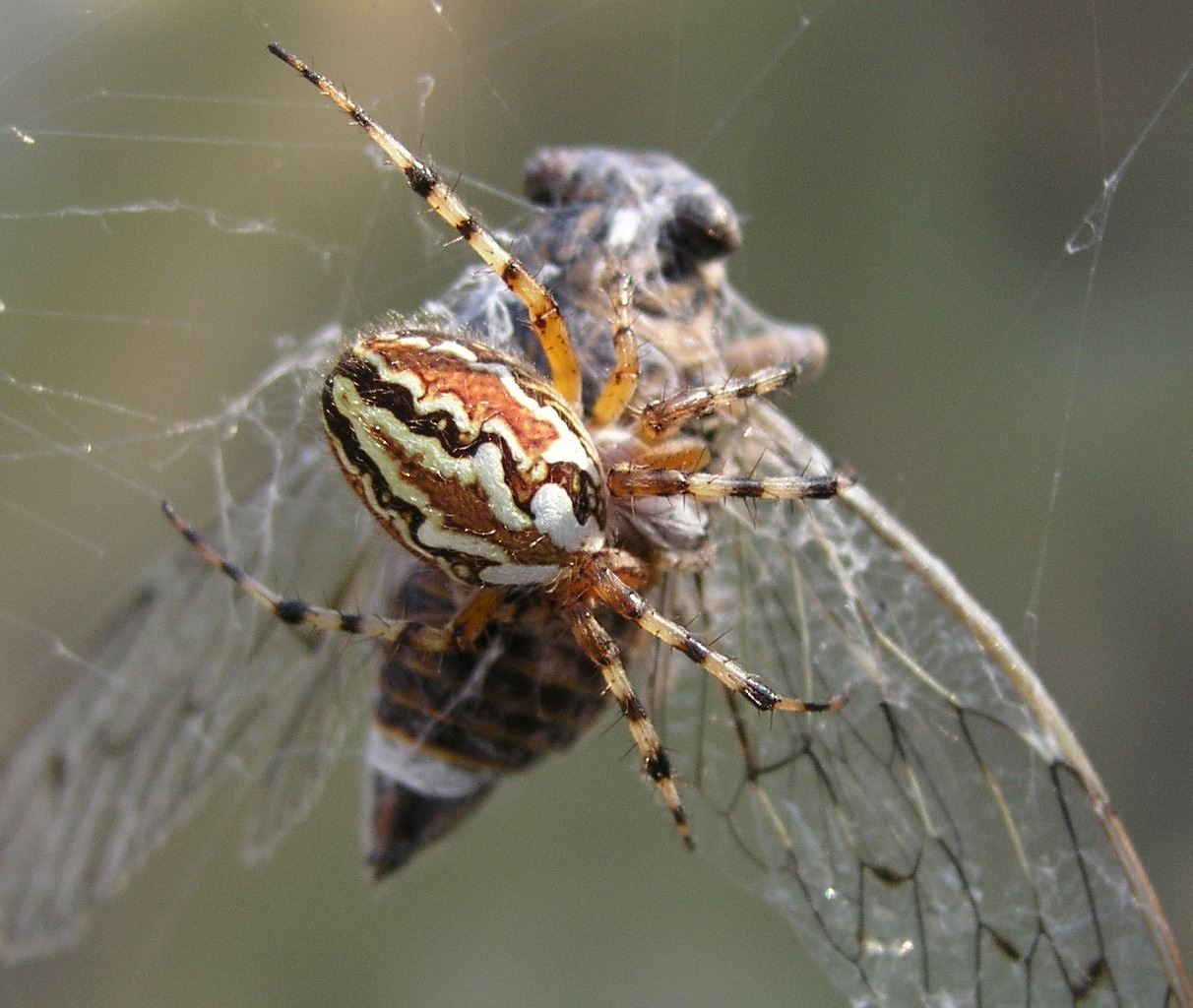
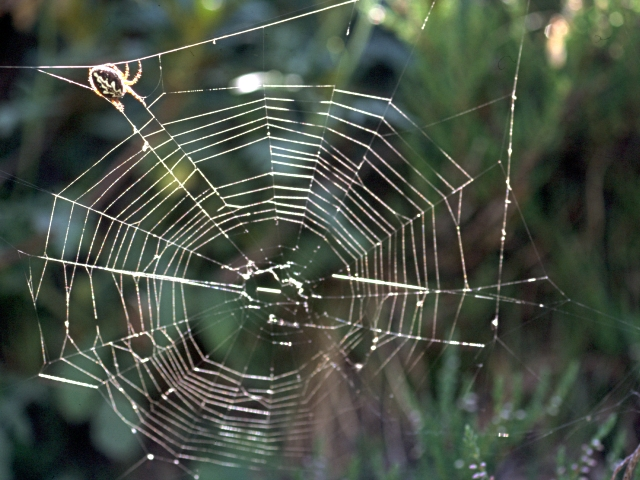